# Zomnogo-Bangré
Pour les articles homonymes, voir Zomnogo (homonymie) et Bangré.
Zomnogo-Bangré est une localité située dans le département de Tougouri de la province du Namentenga dans la région Centre-Nord au Burkina Faso. 

## Éducation et santé
Le centre de soins le plus proche de Zomnogo-Bangré est le centre de santé et de promotion sociale (CSPS) de Tougouri tandis que le centre médical avec antenne chirurgicale (CMA) de la province se trouve à Boulsa.
Zomnogo-Bangré possède une école primaire publique.